# 了庵慧明
了庵慧明（りょうあんえみょう、建武4年/延元2年（1337年） - 応永18年（1411年）3月27日）は南北朝時代から室町時代前期の曹洞宗の僧。

## 略歴
相模国糟谷（現・神奈川県伊勢原市）に生まれたとされ、俗姓は藤原氏。実妹に同じく曹洞宗の尼僧として知られる慧春尼が居る。
臨済宗円覚寺の不聞契聞の元で出家した後、諸国の著名な禅僧を訪ねて歩いた。摂津国の永澤寺で通幻寂霊に出会ったことで曹洞宗に改宗。その後、能登国の總持寺では通幻の師である峨山韶碩にも師事し、峨山の没後に再び永澤寺で通幻に学んだ。永徳3年（1383年）に通幻の法嗣となり、通幻門下においては「通幻十哲」の一人に数えられたほか、石屋真梁とともに「二神足」と呼ばれたという。
能登国の妙高庵（総持寺の塔頭五院のひとつ）に入って総持寺の輪住を務めたほか、永澤寺や近江国の總寧寺、越前国の龍泉寺など通幻が開いた寺の住持を務めた。応永元年（1394年）、故郷の相模国に戻り南足柄の地に最乗寺を開山。法嗣として無極慧徹や韶陽以遠などが知られる。
当時、禅の修行者（学者）は最乗寺か福昌寺を訪れるのが常だったが了庵は晩年になってそうした応接に倦む様になり、最乗寺から3里ほど離れた地に「露栢庵」と名付けた小庵を結んで、応永18年に75歳で示寂するまでそこで暮らした。